# Thunder Way
Thunder Way – albański zespół power i speed metalowy założony w Tiranie i działający w latach 1992-1995. Jest pierwszym zespołem metalowym, który wydał album na terenie Albanii.

## Historia
Zespół powstał w 1988 jako Megahertz (alternatywna pisownia: Megaherz). Został założony przez dwóch byłych członków rockowej grupy Albatros: Rolanda Fusha oraz Gjergja Jorgaqia. Niedługo potem skład powiększył się o Bledara Sejko oraz Redona Makashia. Grupa nagrała wówczas 3 piosenki w studiach albańskiej telewizji państwowej. W 1992 nazwę zmieniono na Thunder Way. Miejsce wokalisty Gjergja Jorgaqia zajął Elton Deda, odszedł również Redon Makash, natomiast dołączyli Artan Xheladini (gitara), Alban Laro (keyboard) oraz Mit'hat Laro (gitara basowa).
W 1993 ukazało się demo The Order Executors, które stanowi prawdopodobnie pierwszy metalowy album muzyczny wydany na terenie Albanii.
W 1995 grupa zajęła 1 miejsce podczas Albańskiego Festiwalu Rockowego. W tym samym roku rozwiązała się ze względu na różnice w podejściu do wizji rozwoju twórczości grupy.

## Dyskografia

### Albumy studyjne
- The Order Executors (1993)[4]

## Teledyski
- Legenda e heroit (1992)
- The order executors (1993)
- Victims of confusion (1993)[2]